# Why (Frankie Avalon)
Why è un brano musicale interpretato originariamente da Frankie Avalon, pubblicato come singolo nel 1959.

## Riconoscimenti
- Dal 2 al 16 gennaio Cash Box lo premia come miglior singolo.
- 1# nelle US Billboard Hot 100 charts.

## Cover
- Anthony Newley incide una cover di questo brano nel 1960. Il singolo si piazza subito al 1º posto nelle classifiche italiane.

- Donny Osmond ne incide nel 1972 una sua versione, che raggiunge la 13ª posizione nelle US Billboard Hot 100 charts.